# Johan August Forss
Johan August Forss (i riksdagen kallad Forss i Falköping), född 15 februari 1855 i Blidsberg, död 25 maj 1936 i Jönköping, var en svensk fabrikör och politiker (liberal). 
Johan August Forss, som var son till en soldat, var i ungdomen skräddargesäll och startade 1876 en verksamhet som handlare och hattfabrikör i Falköping. Han drev firman fram till 1926. I Falköping var han ledamot i stadsfullmäktige 1888-1916 och även ordförande i en lokal nykterhetsloge.
Han var riksdagsledamot 1911-1914 i första kammaren för Skaraborgs läns valkrets och tillhörde Frisinnade landsföreningens riksdagsgrupp Liberala samlingspartiet. I riksdagen var han bland annat suppleant i bevillningsutskottet 1911-1912 och i bankoutskottet 1914.